# Halisarca sacra
Halisarca sacra är en svampdjursart som beskrevs av de Laubenfels 1930. Halisarca sacra ingår i släktet Halisarca och familjen Halisarcidae. Inga underarter finns listade i Catalogue of Life.